# Richard Hanbury-Tracy (6e baron Sudeley)
Pour les articles homonymes, voir Hanbury-Tracy.
Richard Algernon Frederick Hanbury-Tracy, 6e baron Sudeley, né le 20 avril 1911 et mort à la guerre le 26 août 1941, est un noble britannique.

## Biographie
Le titre de baron Sudeley, de la pairie du Royaume-Uni, est créé par la reine Victoria en 1938 pour Charles Hanbury-Tracy, jusqu'à peu député whig de Tewkesbury, et président de la commission royale chargée de départager les projets de construction du nouveau palais de Westminster.
Richard Hanbury-Tracy est le fils unique et l'aîné des deux enfants d'Algernon Hanbury-Tracy, major dans le régiment des Royal Horse Guards, tué à la guerre durant la Première Guerre mondiale en décembre 1915. En septembre 1932 il hérite du titre de baron Sudeley à la mort de son oncle William, le 5e baron, frère aîné de son père. Ceci lui donne droit à un siège à la Chambre des lords du Parlement du Royaume-Uni. Militaire de carrière tout comme son père, ses oncles et son grand-père, le 6e baron intègre à son tour le régiment des Royal Horse Guards. Durant la Seconde Guerre mondiale, il est intégré à l'unité de commandos n°8 (en), qui combat notamment à la bataille de Crète et au siège de Tobrouk, et obtient le grade de major,,

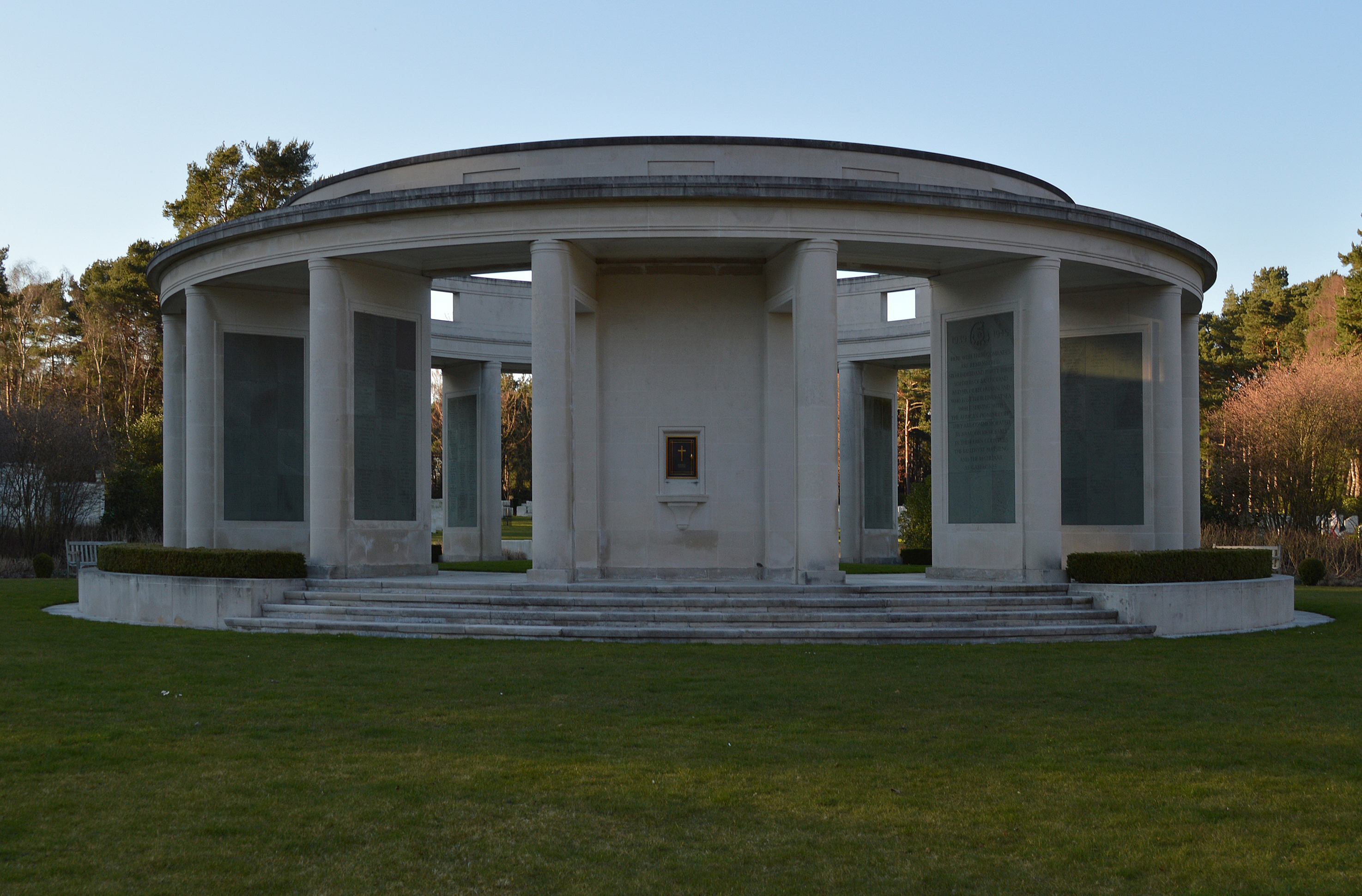
Le Mémorial de Brookwood.

En novembre 1940, il épouse Elizabeth Bromley, fille du vice-amiral Arthur Bromley. Il meurt le 26 août 1941, en service, en mer au large de la Norvège, à l'âge de 30 ans. Le 6e baron Subery étant mort sans enfant, son titre passe à son cousin Merlin. Il est commémoré au Mémorial de Brookwood qui, à l'intérieur du cimetière de Brookwood, préserve la mémoire de soldats du Commonwealth morts sans sépulture durant la Seconde Guerre mondiale. Il est également l'un des cinquante-six parlementaires britanniques morts à la Seconde Guerre mondiale et commémorés par un vitrail au palais de Westminster,,,,,.